# Clappův oscilátor
Clappův nebo Gourietův oscilátor je LC elektronický oscilátor, jehož frekvence je určena cívkou a třemi kondenzátory. LC oscilátory používají tranzistor (příp. elektronku nebo jiný zesilovací prvek) a obvod kladné zpětné vazby. Clappův oscillátor má dobrou frekvenční stabilitu.

## Historie
Návrh oscilátoru publikoval James Kilton Clapp v roce 1948, když pracoval ve firmě General Radio. Podle Vackáře byl oscilátor tohoto typu vyvinut nezávisle různými autory, přičemž oscilátor, jehož autorem byl Gouriet, byl používán v BBC již v roce 1938.

## Obvod
Frekvenci Clappova oscilátoru určuje jedna cívka a tři kondenzátory. Clappův oscilátor se často kreslí jako Colpittsův oscilátor s přidaným kondenzátorem C0 zapojeným sériově s cívkou.

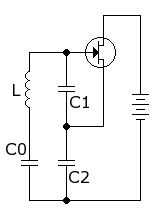
Idea zapojení Clappova oscilátoru (bez součástek zajišťujících nastavení pracovního bodu)

Schéma zobrazuje základní součástky Clappova oscilátoru s polem řízeným tranzistorem, jehož frekvence oscilací je
{\displaystyle f_{0}={1 \over 2\pi }{\sqrt {{1 \over L}\left({1 \over C_{0}}+{1 \over C_{1}}+{1 \over C_{2}}\right)}}\ .}
Kondenzátory C1 a C2 jsou obvykle mnohem větší než C0, takže hlavní složkou je 1/C0, a frekvence je blízko sériové rezonanci L a C0. Clappův článek uvádí příklad, kde C1 a C2 jsou 40krát větší než C0; díky této úpravě je Clappův oscilátor asi 400krát stabilnější při změnách kapacity C2 než Colpittsův oscilátor.
Kondenzátory C0, C1 a C2 vytvářejí napěťový dělič, který určuje velikost napětí přiváděného zpětnou vazbou na vstup tranzistoru.
I když se Clappův obvod používá s proměnným kondenzátorem C0 jako přeladitelný oscilátor (VFO), Vackář uvádí, že „Clappův oscilátor je vhodný pouze pro použití s pevnou frekvencí nebo pro přelaďování v relativně úzkém rozmezí (max. asi 1:1,2).“ Problémem je, že za typických podmínek se zisk smyčky Clappova oscilátoru mění úměrně s f  −3, takže při velkém přeladění dochází k přebuzení aktivního prvku. Pro VFO doporučuje Vackář jiné obvody, viz Vackářův oscilátor.